# Forksville, Pennsylvania
Forksville là một thị trấn thuộc quận Sullivan, tiểu bang Pennsylvania, Hoa Kỳ. Năm 2010, dân số của thị trấn này là 145 người.